# François Demol
Frans Laurent Demol (ur. 19 sierpnia 1895 w Beersel, zm. 14 lutego 1966 w Tienen) – belgijski piłkarz grający na pozycji obrońcy. Był reprezentantem Belgii.

## Kariera klubowa
Całą swoją karierę piłkarską Demol spędził w klubie Royale Union Saint-Gilloise, w którym w 1913 roku zadebiutował w pierwszej lidze belgijskiej i grał w nim do 1927 roku. Wraz z Unionem wywalczył mistrzostwo Belgii w sezonie 1922/1923, pięć wicemistrzostww Belgii w sezonach 1913/1914, 1919/1920, 1920/1921, 1921/1922 i 1923/1924 oraz jeden Puchar Belgii w sezonie 1913/1914.

## Kariera reprezentacyjna
W reprezentacji Belgii Demol zadebiutował 5 października 1924 roku w przegranym 1:2 towarzyskim meczu z Danią, rozegranym w Kopenhadze. W 1924 roku był w kadrze Belgii na Igrzyska Olimpijskie w Paryżu. Od 1924 do 1927 roku rozegrał 19 meczów w kadrze narodowej.

## Kariera trenerska
Po zakończeniu kariery piłkarskiej Demol pracował jako trener. Dwukrotnie prowadził RC Tirlemont w latach 1927-1939 i 1946-1947. Był również selekcjonerem reprezentacji Belgii w latach 1944-1946.